# Slup (Dečani)
Pour l’article homonyme, voir Slup.
Sllup en albanais et Slup en serbe latin (en serbe cyrillique : Слуп) est une localité du Kosovo située dans la commune/municipalité de Deçan/Dečani, district de Gjakovë/Đakovica (Kosovo) ou de Pejë/Peć (Serbie). Selon le recensement kosovar de 2011, elle compte 338 habitants, tous albanais.

## Démographie

### Évolution historique de la population dans la localité
| 1948 | 1953 | 1961 | 1971 | 1981 | 1991 | 2011 |
| ---- | ---- | ---- | ---- | ---- | ---- | ---- |
| 153  | 160  | 180  | 246  | 318  | 405  | 338  |

|  |